# Mink Peeters
Mink Martin Peeters (* 28. Mai 1998 in Nijmegen) ist ein niederländischer Fußballspieler.

## Karriere

### Verein
Peeters begann seine Karriere beim VV Union. Zur Saison 2007/08 wechselte er zur PSV Eindhoven. Zur Saison 2011/12 wechselte er in die Jugend von Ajax Amsterdam. Im November 2014 zog er weiter nach Spanien in die Jugend von Real Madrid, in der er fortan sämtliche Altersstufen durchlief. Im August 2017 kehrte er leihweise in die Niederlande zurück und wechselte zum Erstligisten VVV-Venlo. Für Venlo absolvierte er aber nur ein Cupspiel. Im Januar 2018 wurde die Leihe daraufhin beendet und der Offensivmann wurde an den Zweitligisten Almere City weiterverliehen. Bei Almere gab er dann im April 2018 sein Debüt in der Eerste Divisie. Bis Saisonende machte er drei Zweitligaspiele.
Zur Saison 2018/19 wurde Peeters ein drittes Mal verliehen, diesmal innerhalb Spaniens an den Drittligisten Lleida Esportiu. Auch bei Lleida spielte er aber keine Rolle, insgesamt kam er einmal in der Segunda División B zum Zug. Im Januar 2019 wurde daher auch diese Leihe abgebrochen und Peeters kehrte nach Madrid zurück, wo er für die Reserve aber nie zum Einsatz kam. Zur Saison 2019/20 verließ er Real dann endgültig und wechselte nach Serbien zum FK Čukarički, wo er aber nie zum Einsatz kam. Im Januar 2020 kehrte er wieder in die Niederlande zurück und wechselte zum Zweitligisten FC Volendam, bei dem er aber ausschließlich für die Reserve zum Einsatz kam. Nach der Saison 2020/21 verließ er Volendam.
Nach einem Jahr ohne Verein wechselte der Flügelstürmer im September 2022 in die Vereinigten Arabischen Emirate zum Zweitligisten Gulf United FC. Im Februar 2024 wechselte Peeters zum österreichischen Zweitligisten SV Lafnitz. Für Lafnitz absolvierte er insgesamt drei Spiele in der 2. Liga. Im Februar 2025 wechselte er in die USA zum Drittligisten Westchester SC.

### Nationalmannschaft
Peeters spielte im April 2013 erstmals für eine niederländische Jugendnationalauswahl. Mit der U-17-Mannschaft nahm er 2015 an der EM teil, bei der er einmal zum Einsatz kam. Mit den Niederländern spielte er alle drei Partien Remis und schied in der Vorrunde aus.